# Kỳ Môn

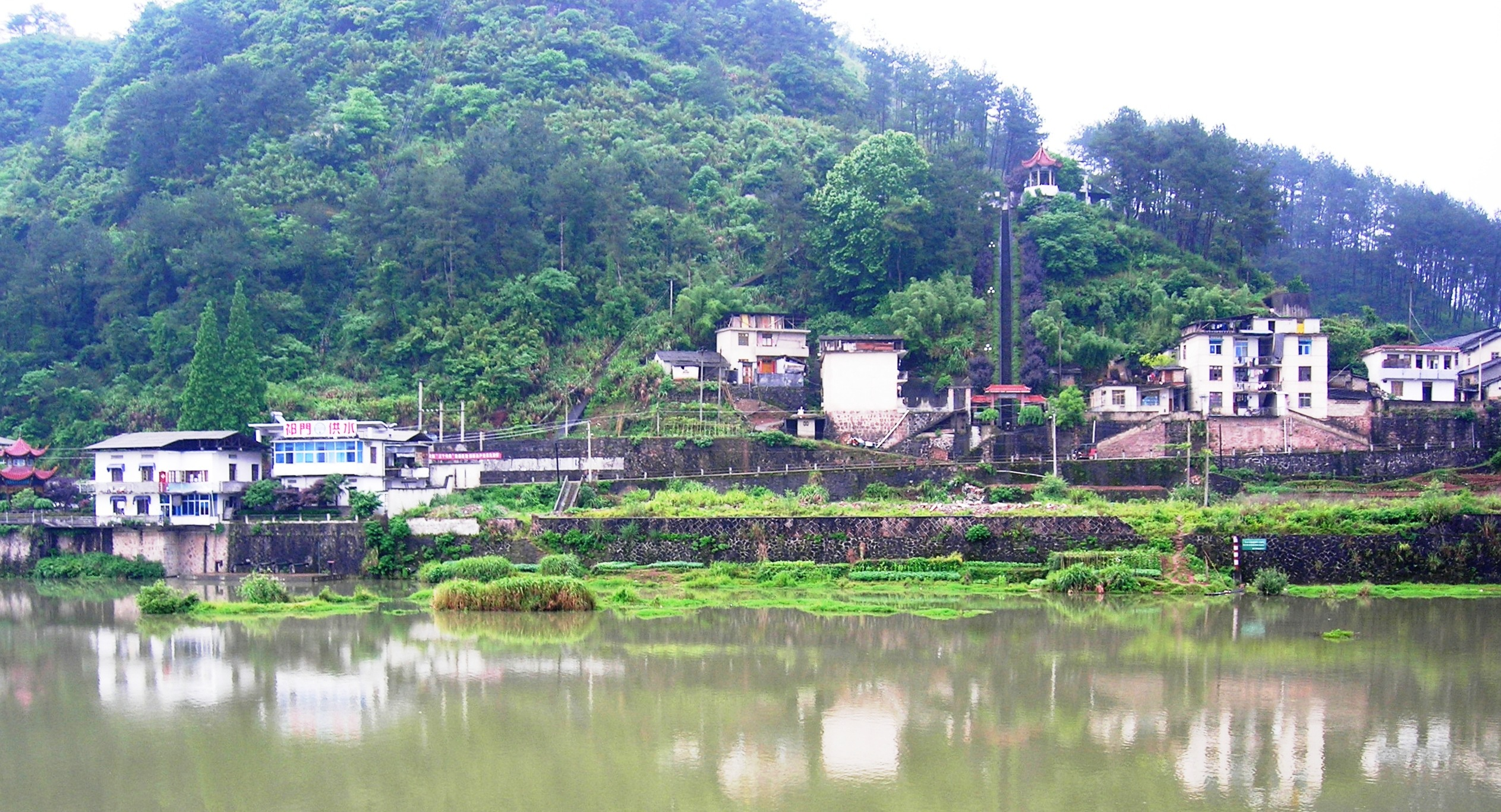
Kỳ Môn

Kỳ Môn (chữ Hán giản thể: 祁门县, âm Hán Việt: Kỳ Môn huyện) là một huyện của địa cấp thị Hoàng Sơn, tỉnh An Huy, Cộng hòa Nhân dân Trung Hoa. Huyện Kỳ Môn có diện tích 2257 km², dân số 190.000 người. Mã số bưu chính của Kỳ Môn là 245600. Về mặt hành chính, huyện này được chia thành 7 trấn, 13 hương. Huyện lỵ đóng tại trấn Kỳ Sơn.
- Trấn: Kỳ Sơn, An Lăng, Thiểm Lý, Bình Lý, Lịch Khẩu, Kim Tự Bài, Tiểu Lộ Khẩu.
- Hương: Đại Thản, Tư Lĩnh, Dong Khẩu, Lô Khê, Kỳ Hồng, Tháp Phường, Bành Long, Cổ Khể, Tân An, Nhược Hàng, Chử Khẩu, Phù Phong, Lôi Hồ.